# 爱爱囧事
《爱爱囧事》（英語：Love Story），2013年中国大陆爱情片，导演关尔，主演王一、赵奕欢、莫熙儿、游艺湉、秦汉擂、董玉峰、陈美行、李曼铱、赵雨菁。

## 剧情
该片讲述屌丝女和富二代从恋爱到结婚的搞笑“性事”。

## 演出
| 演员   | 角色   | 备注 |
| 赵奕欢 | 曹爱爱 |      |
| 王一   | 展少昂 |      |
| 莫熙儿 | 苏曼   |      |
| 陈美行 | 胡菁菁 |      |
| 秦汉擂 | 胡侦探 |      |
| 董玉峰 | 颜朗   |      |
| 游艺湉 | 段白露 |      |
| 赵雨菁 | 裴冷翠 |      |

## 曲目
- 插曲《一个人爱上一个人》，演唱者：赵奕欢。
- 插曲《喜欢》，演唱者：赵奕欢。
- 插曲《男人不能惯》，演唱者：赵奕欢。

## 制作
赵奕欢和王一已经多次合作出演“情侣”，此次合作被封为“银幕情侣”。
该片是导演关尔第二部电影作品，主题是“异性合租”。